# Kenny Godoy
Kenny Godoy é um judoca hondurenho que participou das Olimpíadas de 2012 na categoria até 60 kg. Perdeu na primeira fase para Zakari Gourouza, não alcançando nenhuma medalha nesta competição.